# Louis-Sébastien Mercier
Louis-Sébastien Mercier (født 6. juni 1740, død 25. april 1814) var en fransk forfatter, født i en lejlighed på Quai de l'Ecole mellem Louvre og Pont-Neuf i Paris. Hans far var våbensmed, og sønnen fik nok skolegang til at blive en ivrig skribent.
Mercier var stærkt påvirket af Rousseau; hans reformatoriske hidsighed gav sig især udslag i paradokser, og han kaldtes i den litterære debat for "Rousseaus abekat". Men hvor Rousseau fordømte storbylivet, var Mercier en urbanist, der så storbyens skønhed og dens muligheder netop i mangfoldet.
Hans vers gjorde ingen lykke, hvorefter han fattede afsky for den bundne form. Under påvirkning af engelske og tyske dramaer forfattede han en del skuespil (L’habitant de la Guadeloupe (1791), Le déserteur (1793), L’indigent og flere), der samledes i Théâtre complet (4 bind, Amsterdam 1778—1784). Da Théâtre francais forhalede opførelsen af et af dem, anlagde han proces, og blev selv advokat for at føre sin sag; på Comédie italienne gjorde flere af stykkerne lykke.
I 1767 udgav han romanen L’homme sauvage, der blev et slags forbillede for Chateaubriands Atala.
I 1770 skrev han en utopisk science fiction-roman L’an 2440, réve s’il en fut jamais, hvori de sociale fornuftidéer tænktes gennemførte. Bogen blev en af de mest populære "filosofiske" bøger i tiden før den Franske Revolution, og gjorde Mercier viden kendt i læsende kredse i Europa. I romanen vågner hovedpersonen op i fremtidens Paris, hvor Bastillen er fjernet, og de overbefolkende smøger erstattet af brede boulevarder. Katolicismens overtro er fortrængt af en oplyst fornuftsreligion, og kongen opdrages som en almindelig borger efter Rousseaus pædagogik. En så tydelig kritik af regimet blev naturligvis ikke tålt, og for at omgå censuren, fik Mercier de fleste af sine bøger trykket i Neuchâtel i Schweiz. Derfra blev de smuglet ind i Frankrig. Censuren virkede positivt på salget, da en forfatters succes på den tid nærmest afhang af, at hans værker var forbudt. Udvalgte stykker af romanen blev oversat til dansk og bragt i tidsskriftet Samleren i 1795.
I 1773 angreb han i Essai sur l'art dramatique det franske teater og dets æstetiske tradition.
Stor opsigt vakte hans folke- og gadelivsbilleder Tableau de Paris (12 bind, Amsterdam 1781—89), hvis krasse og rammende skildringer forargede og tvang ham til nogen tids flugt. Dette værk var sandsynligvis et af de store forbilleder for den danske forfatter Niels Ditlev Riegels Kiøbenhavns Skilderie, der igen var inspirationen til Peter Andreas Heibergs Rigsdalerseddelens Hændelser. I Tableau-bøgerne fortæller Mercier blandt andet fra sit venskab med Rousseau, om engang de gik tur langsmed Seinen, og fik øje på en neger, der bar på en sæk kul. Rousseau brast i latter og erklærede: "Den mand har fundet det rigtige job, han vil ikke behøve at vaske sig! Hvis bare alle var ligeså heldige som han!" Udvalgte kapitler af bogen udkom i dansk oversættelse udgivet i Kiel af professor Holger de Fine Olivarius i 1786 med titlen Nogle Stykker af Tableau de Paris, og de fleste kapitler udkom i dansk oversættelse i tidsskriftet Morgen-Posten.
Under revolutionen var han medlem af Nationalkonventet og stemte imod Ludvig 16. af Frankrigs henrettelse. Mercier blev derfor arresteret og fængslet, men sat fri den 9. thermidor, efter Robespierres fald. Han arbejdede så som journalist, underviste ved det nyoprettede Institut de France, samt påtog sig at være leder af det nationale lotteri, som han selv gentagne gange havde fordømt. Her kunne man nok efterlyse en sammenhæng mellem liv og lære.
Senere trådte han ind i de 500s råd og blev professor i historie ved Centralskolen. I Le nouveau Paris (6 bind, 1797, oversat til dansk i 1800 af Odin Wolff og udgivet i 4 bind under titlen Nyeste Malerie af Paris) gav han hensynsløse og træffende kulturhistoriske billeder fra revolutionstiden.
Mercier udfoldede i hele sit liv en skarp og bizar originalitet. Han blev kaldt fanatiker, provokatør og kværulant, symboliseret ved navnet Mercier, der på fransk betyder "forhandler af herretøj". Med Brizade og de L’Aulnaye udgav han 1778—93 Rousseaus værker i 38 bind. Han oversatte i 1802 for første gang Friedrich Schillers Jomfruen fra Orléans til fransk. Sin opposition mod den klassiske æstetik fortsatte han med Mon honnet de nuit og Mon bonnel de matin.
I 1801 kom Néologie, en liste over nye ord, revolutionen havde bragt ind i det franske sprog. Mercier var selv ophavsmand til en række sproglige nydannelser, deriblandt ordet "bureaukrat", der måske er hans varigste mindesmærke i moderne sprog.